# 폴리염화 비닐

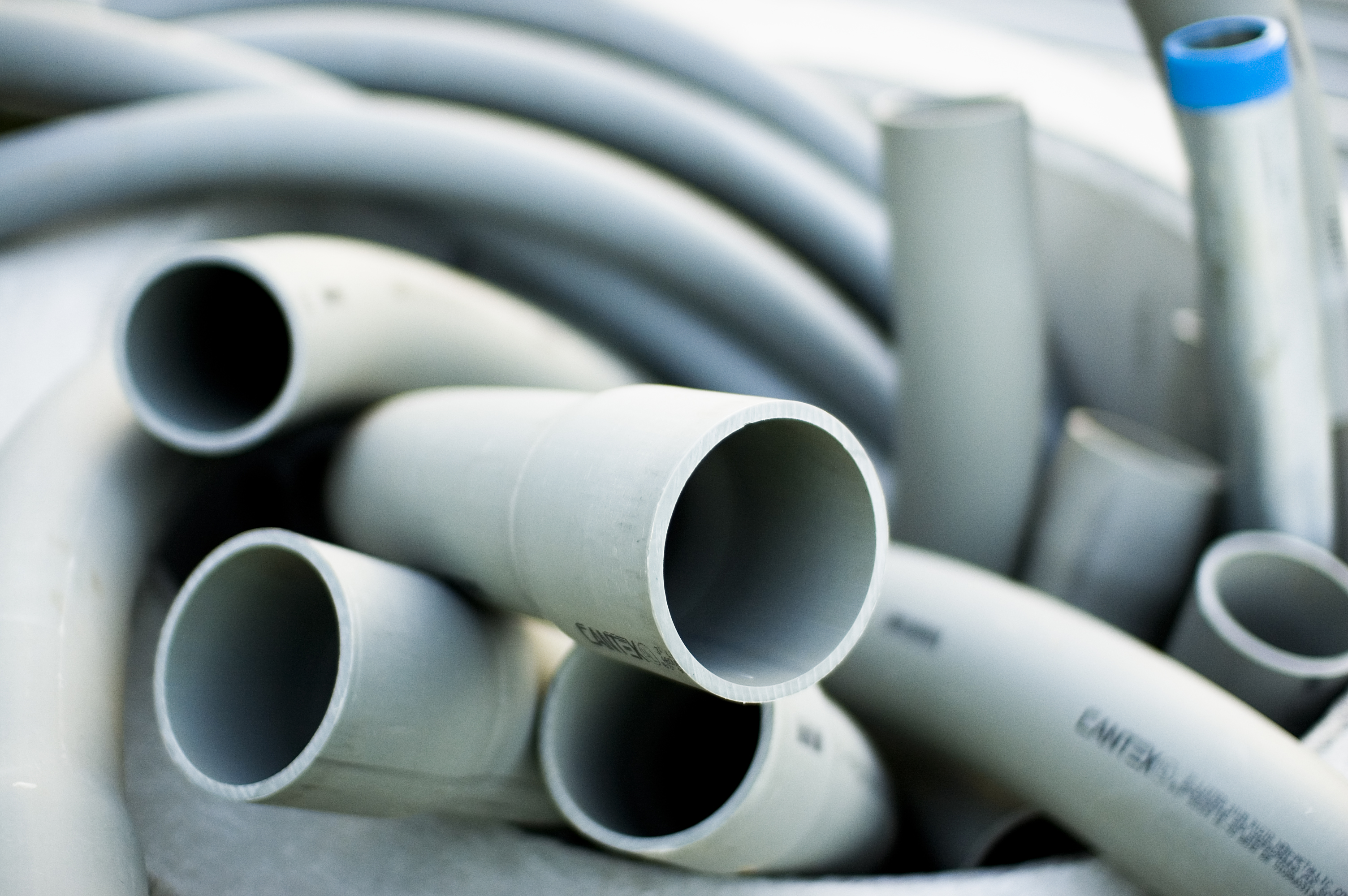

폴리염화 비닐(Polyvinyl chloride, PVC)은 열가소성 플라스틱의 하나로 강하고, 색을 내기 쉽고, 단단하거나 유연하고, 잘 마모되지 않는다. 열에는 약하다. 인조 가죽·레코드판·포장재·파이프·전기절연체·바닥재에 사용한다. 비닐이라는 명칭으로 가장 오래 전부터 애용되어온 플라스틱이다. 시트·핸드백·말랑말랑한 인형 등의 부드러운 것에서부터 물받이·수도관 등 단단한 것에 이르기까지 여러 가지가 만들어지고 있다.

## 제조
폴리염화비닐은 에틸렌분자의 수소 하나를 염소로 치환한 비닐클로라이드라고 하는 분자를 중합시킨 것이다. 비닐클로라이드를 만드는 데는 카바이드에 물을 반응시켜 얻어지는 아세틸렌에 염화수소를 부가하여 만드는 방법과, 석유에서 얻어지는 에틸렌에 염소가스를 반응시켜 그 수소원자 하나를 염소로 치환(置換)시켜 제조하는 방법 등이 있다. 이렇게 하여 얻은 비닐클로라이드는 －10°C 전후에서 기화(氣化)하는 저비점(低沸點)의 액체이다. 이것을 중합시키는 데는 벤조일퍼옥시드 같은 촉매와 함께 미세한 분산상태로 가압(加壓)·교반(攪拌)·가열하여 중합시킨다. 이 방법을 현탁중합(spension polymerization)이라고 한다. 또한 특수한 염화비닐에는 유화제(乳化劑)를 넣어 비닐클로라이드를 유화시켜 거기에 촉매를 가하여 중합시키는 유화중합법(emlsion polymerization)도 있다. 이렇게 된 폴리염화비닐은 흰 분말상(粉末狀)의 덩어리로 얻어진다.

## 성질과 장단점
폴리염화비닐의 분자사슬(分子鎖)은 폴리에틸렌분자 사슬의 탄소 하나 건너에 염소가 붙은 구조를 하고 있다. 이 염소 원소가 커다란 원자이며, 또 전자를 끌어 붙여 두는 강한 원자이기 때문에 폴리염화비닐의 사슬은 자유로이 움직이기 어렵게 된다. 이 때문에 염화비닐은 단단하고 부서지기 쉬운 물질이다. 폴리염화비닐을 실제로 사용할 때는 이것과 잘 섞이는 기름, 예를 들면 DOP(dioxy phtalate), TCP(tricrazyl phosphate)와 같은 화합물을 혼합하여 가소성을 높인다. 또한 분해를 방지하기 위하여 안정제(安定劑)나 충전제(充塡劑)를 섞는다. 특히 연질(軟質)의 폴리염화비닐 수지인 경우에는 DOP, TCP 등의 가소제를 염화비닐의 반량 정도 사용한다. 이를테면 염화비닐과 가소제와의 용액상태(溶液狀態)이다. 이와 같이 다량으로 가소제가 들어간 폴리비닐은, 온도가 높아지면 너무 무르게 되기 쉽고 저온에서는 단단해지는 결점이 있다. 수도관이나 물받이를 만드는 경질(硬質) 폴리염화비닐은 가소제의 양을 조금 사용하고, 충전제로 탄산칼슘 같은 각종 무기물질을 많이 섞은 것이다. 이와 같이 그 성질은 다소 결점이 있으나 투명한 점, 착색하기 쉬운 점,가공하기 쉬운 점, 잘 타지 않고 또 값이 싼 점 등으로 보아 뛰어난 합성수지이다.그리고 가연성이다.

## 같이 보기
- 폴리염화비닐리덴

## 참고 문헌
- 이 문서에는 다음커뮤니케이션(현 카카오)에서 GFDL 또는 CC-SA 라이선스로 배포한 글로벌 세계대백과사전의 내용을 기초로 작성된 글이 포함되어 있습니다.